# 文地貓
文地貓（Mandycat），亦稱文地，香港女性插畫家、漫畫家，愛貓人士。 

## 經歷
文地貓（亦稱「文地」）為香港本地著名插畫師及漫畫家，1997年於香港浸會大學傳理系畢業，後投身雜誌界，曾擔任記者及編輯，亦於2000年起各大報章雜誌畫畫。2011年開始全職寫畫，貓事男女事辦公室無聊事無所不畫，並推出自家精品並網上商店發售，當中包括極受讀者歡迎的365頁座枱日曆。
於2000年開始，文地貓亦先後替多本雜誌及多個網站寫寫畫畫，包括東方新地more、新假期、Esdlife.com(生活易)、明報學生版、Metropop 及Yahoo等。其刊出之作品多以打工心情和生活感受為主。作品包括以男女貓同居為題的《他她牠》繪本系列，結集Yahoo! Office Weekly的辦公室漫畫最為人熟悉，至今推出的作品超過三十本 。除了個人作品外，文地貓亦曾跟多個品牌、慈善機構、動物組織及購物商場合作，創作各主題漫畫作品。
2015年2月獲邀參加國際漫畫盛事「法國安古蘭漫畫節」，2017 年獲頒香港金閱獎，2018年獲香港浸會大學傳理學院頒發「傑出傳理人獎」，2021年獲得 MetroPop 頒發「本地最POP插畫師」獎項。
現時文地也活躍於各社交媒體，並於Instagram刊登日常向單格漫畫。

## 歷年作品
- 2006 02《他她牠的床》
- 2006 07《他她牠跳上床》
- 2006 11《文地‧床外生活》
- 2007 01《他她牠捉迷床》
- 2008 02《貓娘貓糧》
- 2008 07《他她牠換大床》

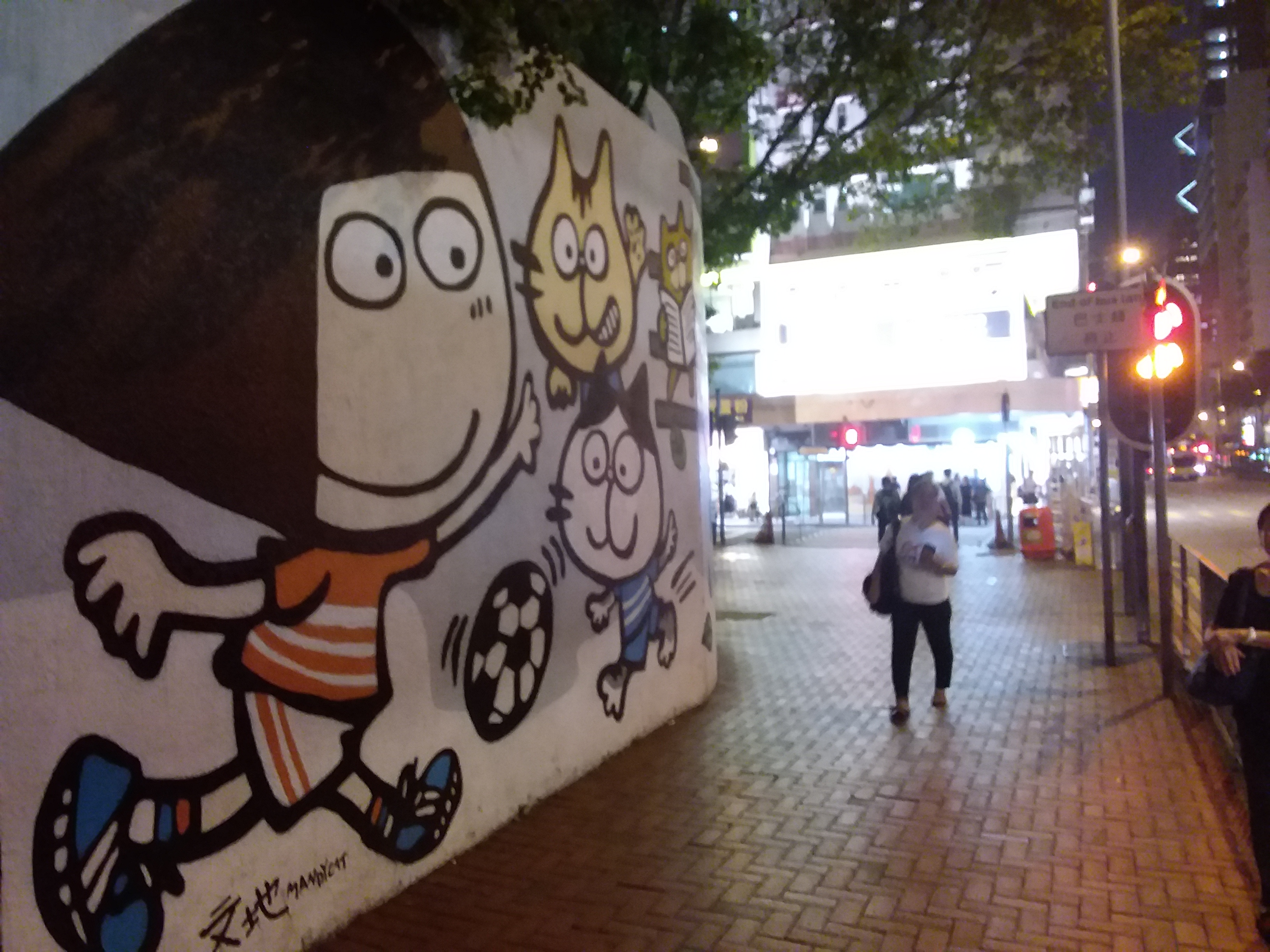

- 2009 07《mandycatsnap》(postcard)
- 2010 04《上上下下》
- 2010 07《他她牠的四季豆》
- 2010 12《他她牠的四季豆》（台版）
- 2011 07《左左右右》
- 2012 07《他她牠﹣加床版》
- 2012 07《前前後後》
- 2013 03《他她牠手信》
- 2013 07《他她牠捉迷床﹣捉貓版》
- 2013 07《搖搖擺擺》
- 2014 03《他她牠手信 II》
- 2014 07《他她牠跳上床﹣跳高版》
- 2014 07《出出入入》
- 2015 07《他她牠換大床 - 完尾版》
- 2015 07《追追趕趕》
- 2016 04《他她牠有話兒》
- 2016 07《神神秘秘》
- 2017 06《Waiting for LOVE 365天 愛貓故事手帳》
- 2017 07《The Mandycat's Wardrobe》
- 2017 10《扮工通勝》
- 2018 07《十下十下》
- 2020 07《冇咩事我返出去先》
- 2021 07《已X及掌摑》
- 2022 07《打你咩！返工》

## 專欄
- Yahoo!Office Weekly文地
- BeautyExchange文地手信 （页面存档备份，存于）

## 網站連接
- 文地貓Facebook專頁 （页面存档备份，存于）
- 文地貓Instagram （页面存档备份，存于）
- 文地貓Youtube （页面存档备份，存于）
- 文地貓網站 （页面存档备份，存于）
- 文地貓網上商店 （页面存档备份，存于）